# Onurcan
Onurcan ist ein türkischer männlicher Vorname französisch-persischer Herkunft, gebildet aus den Einzelnamen Onur (franz. Herkunft) mit der Bedeutung „Ehre“, „Stolz“ sowie Can (pers. Herkunft) mit der Bedeutung „die Seele“, „das Leben“.

## Namensträger
- Onurcan Güler (* 1995), türkischer Fußballspieler
- Onurcan Piri (* 1994), türkischer Fußballtorhüter